# Jiri Kylian

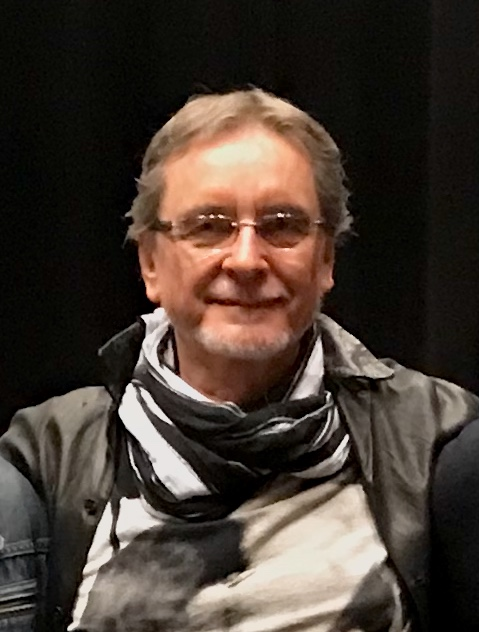
Jiří Kylián (2019)

Jiří Kylián, född 21 mars 1947 i Prag i Tjeckoslovakien, är en tjeckisk koreograf, dansare och teaterchef.

## Biografi
Kylian studerade vid balettskolan vid Nationalteatern i Prag från nio års ålder 1956 och från 1962 vid Prags konservatorium för musik och dans. 1967 erhöll han ett stipendium att kunna fortsätta studierna vid Royal Ballet School i London, där han kom i kontakt med alla de viktiga strömningarna och personligheterna inom såväl balett som modern dans. Den framstående koreografen John Cranko erbjöd honom kontrakt vid Stuttgartbaletten, där han var chef, och uppmuntrade honom att själv börja skapa koreografi. Han hörsammade detta och debuterade i Stuttgart med verket Paradox för Novere Gesellschaft och det blev efterhand koreografin och den moderna dansen som alltmer tog över. 1973 kom han som gästkoreograf för första gången i kontakt med Nederlands Dance Theater i Haag och skapade verken Viewers, Stoolgame och La Cathédrale Engloutie, och där kom han sedan att stanna sedan dess. För denna framstående teater har han skapat över 50 dansverk och sedan 1975 har han varit dess konstnärlige ledare och i hög grad verkat för att ge teatern dess ryktbarhet i dansvärlden.
1978 fick han ett internationellt genombrott med verket Sinfonietta med musik av landsmannen Leoš Janáček vid ett gästspel vid U.S. Spoleto Festival i Charleston, South Carolina i USA. Därefter han kommit att räknas som en av dansvärldens mest framstående koreografer med en alldeles egen energisk, poetisk stil och gästkoreografier och gästspel i ett stort antal länder, däribland i återkommande samarbete med svenska Cullbergbaletten och dess koreografer/dansare som Mats Ek, Niklas Ek och Ana Laguna och produktioner för Sveriges Television. Han har bland annat också arbetat vid Parisoperan och Tokyobaletten. Bland kända verk kan nämnas Symphony of Psalms, Forgotten Land, Overgrown Path, Svadebka, Stamping Ground och l'Enfant et les sortileges. Sedan mitten av 1980-talet har Kylian alltmer fördjupat sig i en alltmer abstrakt, surrealistiskt präglad stil med ett djupt existentiellt, gåtfullt sökande, vilket resulterat i verk som No More Play, Petite Mort, Sarabande, Falling Angels, Sweet Dreams, Whereabouts Unknown med ett särskilt Black and White Program, samt Kaguyahime, baserad på en japansk sagoberättelse.
1978 inledde han en världsunik satsning med uppdelandet av Netherlands Dance Theater (NDT) i NDT1 (det ordinarie kompaniet) och NDT2 (för unga dansare, 17–22 år). 1991 fullbordades det med NDT3 (för äldre dansare, över 40 år) och därmed kunde "alla de tre dimensionerna i en dansares livsåldrar" speglas. 1995 firades teaterns 35-årsjubileum och Kylians 20-årsjubileum som dess konstnärlige ledare med det stora verket Arcimboldo i samverkan mellan alla tre ensemblerna. 1999 lämnade han rollen som konstnärlig ledare för teatern, men kvarstod som dess huvudkoreograf. 2009 avrundade han det löpande arbetet på NDT med verket Mémoires d’Oubliettes.
2006 spelade han i samarbete med filmregissören Boris Paval Conen in filmverket CAR–MEN i tjeckiska kolgruvor. 2009 följde de upp filmsamarbetet i samband med jubileumsproduktionen Zugvögel för Bayerska statsbalettens 20-årsjubileum i München.  Samma år erhöll han TV–priset Prix Italia för TV–produktionen av verket Wings of Wax. 2011 skapade han tillsammans med den amerikanske konstnären Jason Akira Somma dans– och videoinstallationen Anonymous för Cadensa Festival i Haag.

## Utmärkelser
Kylian har erhållit en lång rad priser och hedersutmärkelser i olika länder, däribland Kungliga nederländska orden Orde van Oranje Nassau 1995 för sina insatser för danskonsten i Nederländerna. Han är hedersdoktor vid Julliard School i New York och Riddare av Hederslegionen i Frankrike.
- Tjeckiska presidentens (Václav Havel) Hedersmedalj
- Tre Nijinsky Awards i Monaco (Bästa koreograf, Bästa danskompani, Bästa dansverk)
- Benois de la Danse i Moskva respektive Berlin
- Guldlejonet för sitt samlade livsverk vid Venedigbiennalens sjätte internationella dansfestival, 2008
- Nederländska kungahusets Medalj för konst och vetenskap, 2008
- Prix Italia 2009
- Zwaan-priset av holländska scenkonstorganisationen VSCD (Vereniging van Schouwburg- en Concertgebouwdirecties) 2009 (för uppsättningen Gods and Dogs, 2008)
- Tjeckiska kulturministeriets Pris för dans och teater för sitt livsverk, 2011

## Verkförteckning
- 1973 Viewers
- 1974 Stoolgame
- 1974 Blue Skin
- 1975 La Cathedrale Engloutie
- 1975 Transfigured Night
- 1975 Torso
- 1976 Nuages
- 1976 Elegia
- 1976 Symphony In D
- 1977 November Steps
- 1977 Ariadne
- 1978 Kinderspelen
- 1978 Sinfonietta
- 1978 Rainbow Snake
- 1978 Symphony Of Psalms
- 1979 Msa Glagolskaja
- 1979 Dream Dances
- 1980 Soldatenmis
- 1980 Overgrown Path
- 1981 Forgotten Land
- 1981 Nomaden
- 1982 Lieder Eines Fahrenden Gesellen
- 1982 Svadebka
- 1983 Stamping Ground
- 1983 Dreamtime
- 1983 Curses And Blessings (tillsammans med Christopher Bruce)
- 1983 Wiegelied
- 1984 Return To The Strange Land
- 1984 Valencia
- 1984 L'enfant Et Les Sortileges
- 1984 Heart's Labyrinth 1
- 1985 Heart's Labyrinth 2
- 1985 Piccolo Mondo
- 1986 Silent Cries
- 1986 L'histoire Du Soldat
- 1986 Sechs Tanze
- 1987 Heart's Labyrinth 3
- 1987 Frankenstein!
- 1987 Evening Songs
- 1987 St Joris Rijdt Uit
- 1988 Kaguyahime
- 1988 No More Play
- 1989 Tanzschul
- 1989 Falling Angels
- 1990 Sweet Dreams
- 1990 Sarabande
- 1991 Un Ballo
- 1991 Petite Mort
- 1991 Obscure Temptations
- 1991 Stepping Stones
- 1992 As If Never Been
- 1992 No Sleep Till Dawn Of Day
- 1993 Whereabouts Unknown
- 1993 Tiger Lily
- 1993 Double You
- 1994 Arcimboldo
- 1995 Bella Figura
- 1996 Anna And The Ostriches
- 1996 Compass
- 1996 If Only ...
- 1996 Trompe-L'oeil
- 1997 Wings Of Wax
- 1998 A Way A Lone
- 1998 One Of A Kind
- 1998 Indigo Rose
- 1999 Doux Mensonges
- 2000 Click-Pause-Silence
- 2001 Birth-Day
- 2001 Blackbird
- 2002 27’52”
- 2002 Claude Pascal
- 2002 When Time Takes Time
- 2003   Far Too Close
- 2003 Last Touch
- 2004 Il Faut Q’une Porte
- 2004 Sleepless
- 2005 Toss Of A Dice
- 2005 Chapeau
- 2006 Tar And Feathers
- 2006 Car–men (film)
- 2008 Vanashing Twin
- 2008 Gods And Dogs
- 2008 Last Touch First
- 2009 Zugvögel
- 2009 Mémoires d’Oubliettes
- 2011 Anonymous (dans-video-installation)